# Prix Génie du meilleur acteur
 (mai 2020).
Le prix Génie du meilleur acteur (Genie Award for Best Performance by an Actor in a Leading Role) est décerné depuis 1980 par l'Académie canadienne du cinéma et de la télévision pour récompenser le meilleur acteur dans un rôle principal dans un film canadien de l'année.

## Palmarès
- 1980 : Christopher Plummer
- 1981 : Thomas Peacocke
- 1982 : Nick Mancuso
- 1983 : Donald Sutherland
- 1984 : Eric Fryer
- 1985 : Gabriel Arcand
- 1986 : John Wildman
- 1987 : Gordon Pinsent
- 1988 : Roger Lebel
- 1989 : Jeremy Irons
- 1990 : Lothaire Bluteau
- 1991 : Rémy Girard
- 1992 : Tony Nardi
- 1993 : Tom McCamus
- 1994 : Maury Chaykin
- 1995 : David La Haye
- 1996 : William Hutt
- 1997 : Ian Holm
- 1999 : Roshan Seth
- 2000 : Bob Hoskins
- 2001 : Tony Nardi
- 2002 : Brendan Fletcher
- 2003 : Luc Picard
- 2004 : Rémy Girard
- 2005 : Roy Dupuis
- 2006 : Michel Côté
- 2007 : Roy Dupuis
- 2008 : Gordon Pinsent
- 2009 : Natar Ungalaaq
- 2010 : Joshua Jackson
- 2011 : Paul Giamatti
- 2012 : Mohamed Fellag
- 2013 : James Cromwell
- 2014 : Gabriel Arcand
- 2015 : Antoine Olivier Pilon
- 2016 : Jacob Tremblay
- 2017 : Stephan James
- 2018 : Nabil Rajo
- 2019 : Théodore Pellerin
- 2020 : Mark O'Brien
- 2021 : Michael Greyeyes
- 2022 : Liam Diaz